# 杨笛一
杨笛一是一位华人计算机科学家，目前在斯坦福大学担任助理教授一职。她的研究将语言学、社会科学与机器学习相结合，以解决少样本学习以及网络霸凌等社会问题。

## 生平
杨笛一在2013年毕业于上海交通大学ACM班，并取得计算机科学学士学位。此后，她分别于2015年及2019年在卡内基梅隆大学语言技术学院获得了硕士学位和博士学位。在她的论文工作中，杨笛一 通过将机器学习技术与社会学、社会心理学相结合，开发了与计算社会学相关的算法。完成博士学位后，杨笛一成为了佐治亚理工学院计算机学院的助理教授。2022年9月起，她将于斯坦福大学担任计算机科学助理教授一职。同时，她也领导社会和语言技术 (SALT) 实验室。 

## 荣誉
2020年，杨笛一被评为 IEEE AI's 10 To Watch  。2021 年，她被授予三星年度AI研究员（Samsung AI Researcher of the Year），英特尔新星（Intel Rising Star），并入选福布斯30岁以下科学精英榜 。